# Gryllus campestris
Gryllus campestris, cunoscut sub numele de greierele de câmp, este o specie de greiere comună în Europa. Este un insectă din familia Gryllidae și face parte din genul Gryllus. Acesta este cunoscut pentru cântecul său distinctiv, produs de masculi prin frecarea aripilor (stridulație⁠(d)) pentru a atrage femelele.

### Caracteristici principale
- Dimensiune: Adulții au o lungime de aproximativ 20-30 mm.
- Culoare: Este predominant negru, cu un abdomen rotunjit și lucios. Picioarele posterioare sunt adaptate pentru sărit.
- Habitat: Trăiește în pajiști, margini de pădure, câmpuri deschise și alte zone însorite cu vegetație joasă.
- Reproducere: Masculii construiesc mici galerii în sol, din care cântă pentru a atrage femelele. După împerechere, femelele depun ouăle în sol.
- Cântec: Este un sunet continuu și melodios, mai intens pe timp de noapte sau în zilele călduroase.

### Ecologie
- Greierele de câmp joacă un rol important în ecosistem, fiind atât pradă pentru păsări, reptile și mamifere insectivore, cât și consumator al unor plante și insecte mici.
- Este considerat un indicator al sănătății mediului, deoarece populația sa poate fi afectată de pesticide și pierderea habitatului.

În unele regiuni, Gryllus campestris a devenit mai rar din cauza agriculturii intensive și a schimbărilor climatice. Conservarea habitatelor naturale este esențială pentru supraviețuirea acestei specii.